# Gai Chatenay
Le Gai Chatenay ou Gué Chatenay est une rivière française coulant dans le département de la Vendée, en région Pays de Loire et un affluent du fleuve côtier le Payré.

## Géographie
Le Gai Chatenay prend sa source à Saint-Avaugourd-des-Landes, sur le Massif granitique d'Avrillé, au lieu-dit la Phelippière, à 67 mètres d'altitude et poursuit sa course vers l'Estuaire du Payré en sillonnant le Talmondais, jusqu'à sa confluence en rive droite avec le fleuve côtier le Payré à 4 m d'altitude. 
Elle parcourt 23 km. 

### Communes et cantons traversés
Dans le seul département de la Vendée le Gué Chatenay traverse les quatre communes suivantes, dans le sens amont vers aval, de Saint-Avaugourd-des-Landes (source), Poiroux et de Talmont-Saint-Hilaire.
Soit en termes de cantons, le Gai Chatenay prend sa source dans le canton de Mareuil-sur-Lay-Dissais, conflue dans le canton de Talmont-Saint-Hilaire, dans l'arrondissement des Sables-d'Olonne, dans l'intercommunalité Vendée-Grand-Littoral.

### Bassin versant
Son bassin versant est de 90 km2[réf. nécessaire].

### Organisme gestionnaire
L'organisme gestionnaire est le SMSAV ou syndicat mixte du SAGE Auzance Vertonne et cours d'eau côtiers, créé en 2004, sis à l'ancienne commune La Chapelle-Achard, maintenant Les Achards.

## Affluents
Le Gai Chatenay a treize tronçons affluents référencés dont quatre sont nommés et de plus de cinq kilomètres de long :
- le Bois Jaulin (rd[note 1]), 9 km avec trois affluents et de rang de Strahler deux.
- le Petit chenal des hautes mers au Payré (rd), 9 km avec quatre affluents et de rang de Strahler deux.
- le Berthomelière (rd), 6 km sans affluent
- les Rosais (rd), 6 km avec deux affluents et de rang de Strahler deux.

### Rang de Strahler
Donc le rang de Strahler du Gai Chatenay est de trois.

## Hydrologie
Son régime hydrologique est pluvial océanique. Son module est de 9 m3/s au Sorin[réf. nécessaire].

## Histoire
Au Moyen Âge, le Gai-Chatenay est une voie navigable privilégiée reliant le Chateau de Talmont à l'Océan Atlantique et aux rives des marais côtiers. Les bateaux de mer pouvaient remonter la rivière et décharger leurs marchandises au pied du Château de Talmont.
Dès la fin du XVe siècle, l'estuaire du Payré ne cesse de s'ensabler réduisant ainsi la navigation. Ne pouvant plus remonter jusqu’à Talmont-Saint-Hilaire, les bateaux sont alors obligés de décharger leur cargaison (notamment le sel des marais salants) dans les avant-ports de la Guittière et de la Vignolière. 
À partir du début du XXe siècle, plus aucun bateau ne s'aventure dans l'estuaire. 

### Paléontologie
A proximité de la confluence, se trouve la plage du Veillon, un « site paléontologique majeur en Europe » puisque l'on y « trouve une centaine d’empreintes de dinosaures vieilles de 210 millions d’années ».

## Aménagements et écologie
Il est à noter la présence sur le cours du Gai Chatenay de deux barrages :
- Le barrage de Finfarine, mis en service en 1939 afin d'alimenter en eau potable les Sables d'Olonne.
- Le barrage de Sorin, construit en 1968, qui a permis de porter la réserve d'eau à 1 500 000 m3[9].

Ces deux barrages enserrent le lac de Finfarine, qui s'étale sur 3 km de long et 50 ha de superficie.

### Marais salants
« En 2008, l'estuaire du Payré renferme 850 hectares de marais salants ».